# St. Peter und Paul (Malá Úpa)

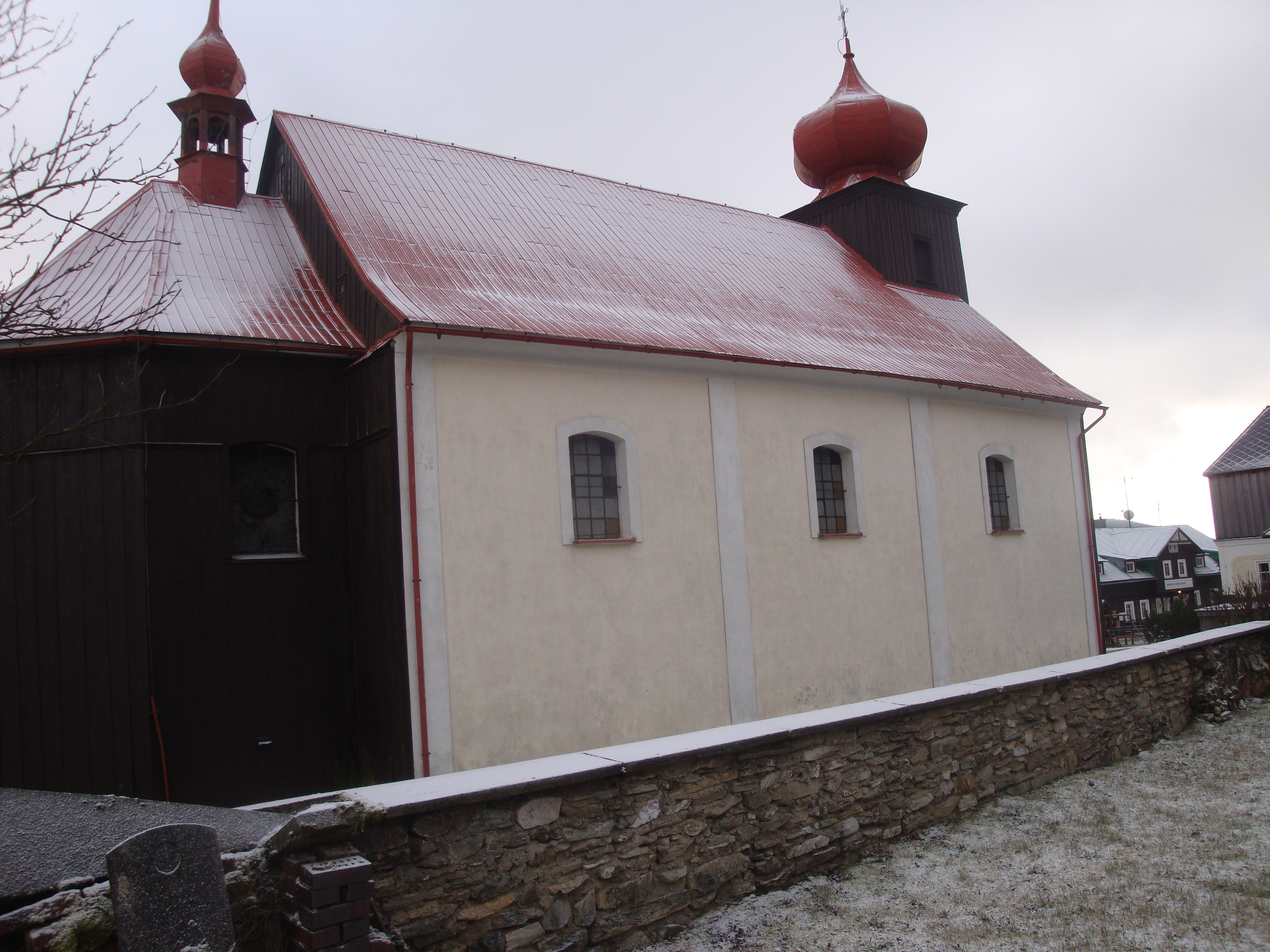
Kirche St. Peter und Paul in Malá Úpa

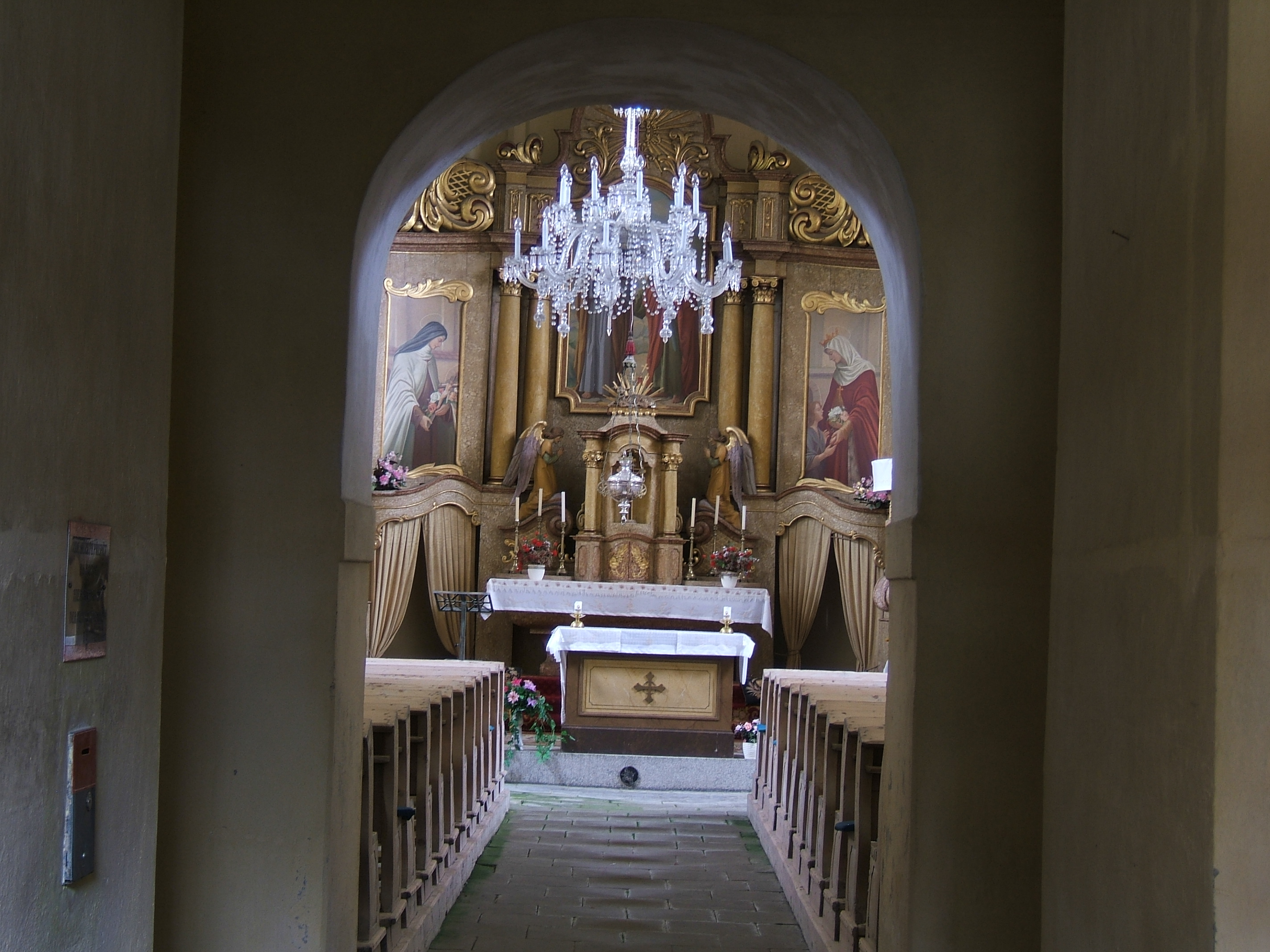
Innenansicht

Die römisch-katholische Kirche St. Peter und Paul in Malá Úpa (deutsch Kleinaupa) im Okres Trutnov in Tschechien wurde 1779 errichtet. Die den Aposteln Petrus und Paulus geweihte Kirche ist ein geschütztes Kulturdenkmal. Es ist die höchstgelegene Kirche in Tschechien (975 m über NN).
Durch einen Blitzschlag am Abend des 10. September 1806 brannte die Kirche ab. Nach dem Wiederaufbau konnten ab dem 18. Oktober 1807 wieder Gottesdienste gefeiert werden. Zum 100-jährigen Jubiläum wurde am Triumphbogen eine Gedenktafel mit dem österreichischen Kaiseradler und der Jahreszahl 1791 angebracht.
1936 wurde der Hochaltar aufgestellt: Das Hauptbild zeigt die Kirchenpatrone Petrus und Paulus, das linke Bild zeigt die hl. Theresia und das rechte Bild die heilige Elisabeth von Thüringen.
Dreimal verlor die Kirche ihre Glocken: Das erste Mal beim Brand 1806, das zweite Mal mussten die Glocken 1916 zu Kriegszwecken abgegeben werden und ein drittes Mal 1943 aus dem gleichen Grund.
Eine eigenständige Pfarrgemeinde existiert seit der Vertreibung der deutschen Einwohner im Jahr 1946 nicht mehr.
Im Jahr 1986 fand mit finanzieller Hilfe ehemaliger deutscher Einwohner die letzte Renovierung statt.